# Fernando Diniz (político)
Fernando Alberto Diniz ComMM (Belo Horizonte, 3 de fevereiro de 1954 — São Paulo, 17 de junho de 2009) foi um administrador e politico brasileiro filiado ao Partido do Movimento Democrático Brasileiro (PMDB). Por Minas Gerais, foi deputado federal durante cinco mandatos.

## Biografia
Presidente estadual do PMDB de Minas Gerais, era empresário e integrante da comissão de Minas e Energia. Deputado federal de 1991 a 2009, ele também ocupou cargos como o de secretário-adjunto de Coordenação Política e da Casa Civil do governo mineiro.
Em 1995, Diniz foi admitido pelo presidente Fernando Henrique Cardoso à Ordem do Mérito Militar no grau de Comendador especial.
Diniz estava em São Paulo quando passou mal e foi hospitalizado. Foi internado após sofrer duas paradas cardiorrespiratórias e entrar em estado de coma. Ele se recuperava de um procedimento cirúrgico e morreu aos 55 anos. O corpo do deputado foi velado no dia seguinte na Assembleia Legislativa de Minas Gerais.
A vaga deixada por Diniz foi ocupada pelo primeiro suplente da coligação, o ex-deputado Paulo Delgado (PT-MG).